# Inlethelphusa
Inlethelphusa is een geslacht van kreeftachtigen uit de klasse van de Malacostraca (hogere kreeftachtigen).

## Soort
- Inlethelphusa acanthica Yeo & Ng, 2007